# Zainab al-Khawaja
Zainab avl-Khawaja (født 1983) er en bahrainsk menneskerettighedaktivist.
Under det arabiske foråret i Bahrain deltog hun i demonstrationerne mod regeringen i Bahrain og hun var aktiv på Twitter. Hun har været arresteret og fængslet flere gange. I juni 2013 blev hun igen dømt, og var fængslet til februar 2014 .
Faderen Abdulhadi avle-Khawaja er også fængslet, mens søsteren Maryam al-Khawaja leder Bahrain Centre for Human Rights fra sit eksil i Danmark.